# Klínový vrch

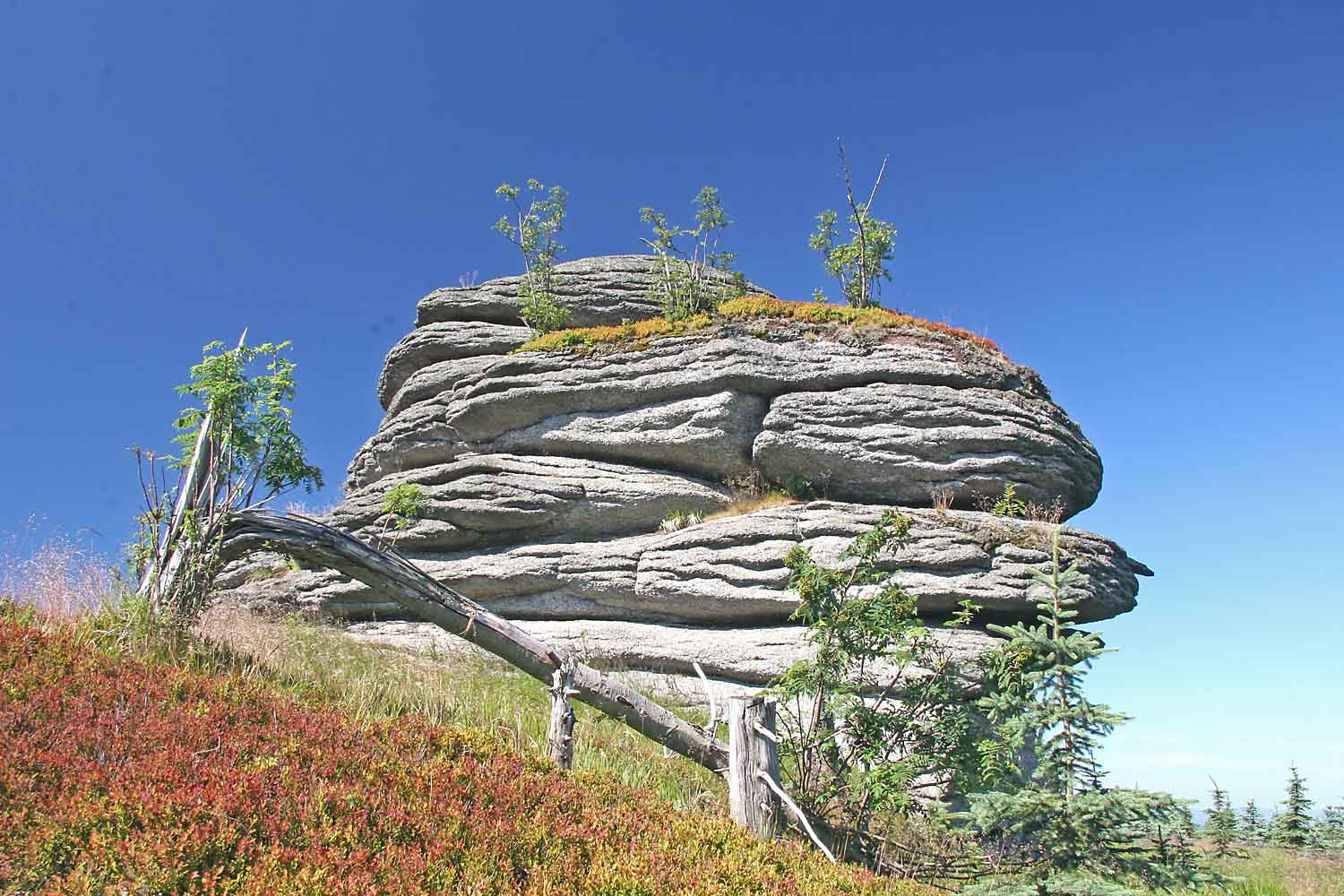
Pytlácká skála – skałki na Klínovým vrchu

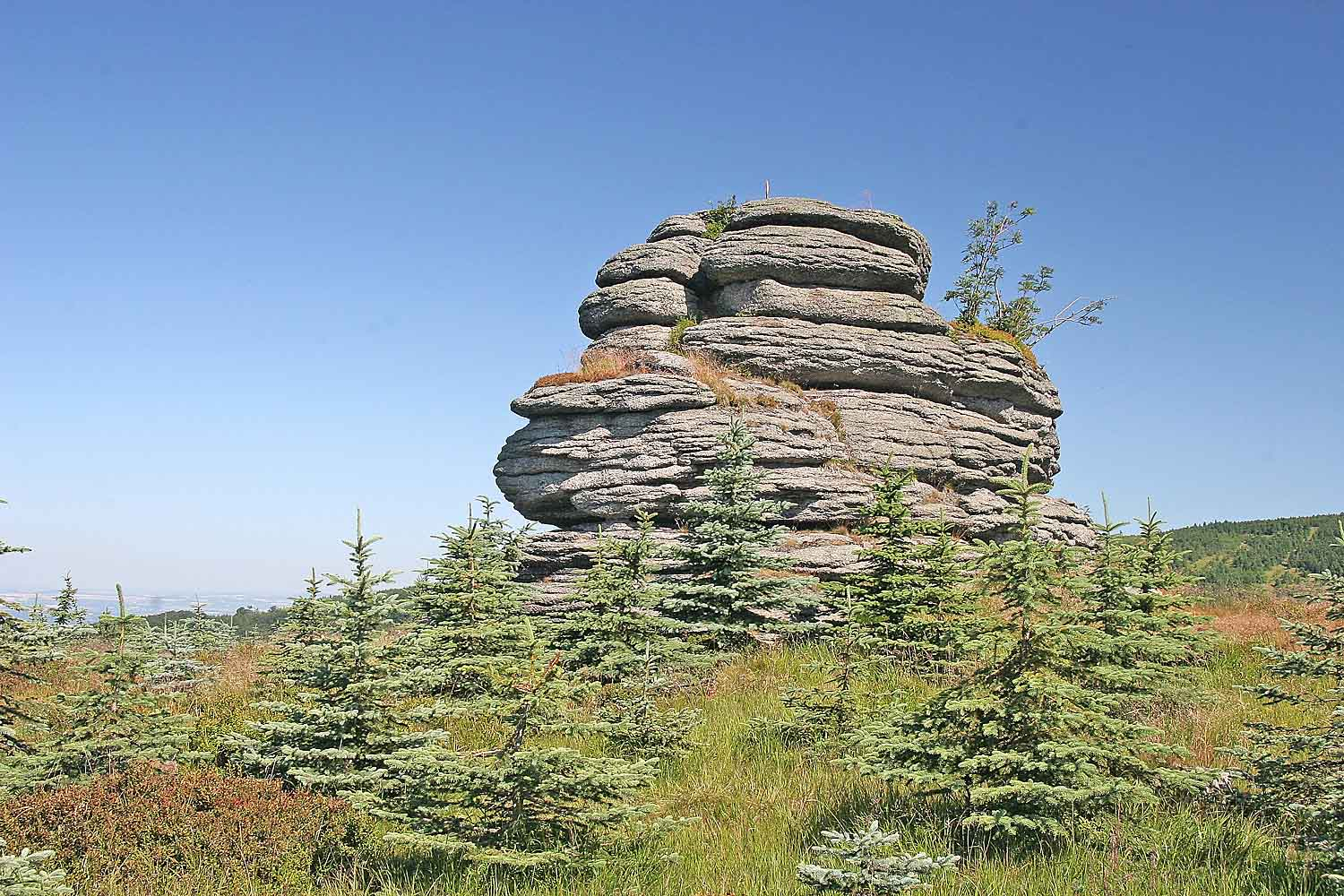
Pytlácká skála

Klínový vrch – wzniesienie o wysokości 972 m n.p.m., w północnych Czechach, w Sudetach Zachodnich, w Górach Izerskich.

## Położenie
Wyraźnie wyodrębnione wzniesienie położone w Sudetach Zachodnich, w środkowej części Gór Izerskich, w obrębie Średniego Grzbietu, na wschód od czeskiej osady Bílý Potok. Klínový vrch jest pierwszym od północnego zachodu wzniesieniem Średniego Grzbietu.

## Opis
Jest to nieco wydłużone równoleżnikowo wzniesienie, o bardzo długich i stromych zboczach zachodnich. Na północnym wschodzie łączy się z masywem Smreka. Na południowym wschodzie oddzielone od pozostałej części Średniego Grzbietu szerokim obniżeniem Předěl, gdzie znajduje się wężzeł szlaków turystycznych.
Na szczycie znajduje się skałka, noszące nazwę Pytlácká skála. Liczne skałki, bloki i rumowiska znajdują się na północno-zachodnich, zachodnich i południowo-zachodnich zboczach. Najbardziej znane, to Paličník.

## Budowa geologiczna
Cały masyw zbudowany jest z granitu karkonoskiego w odmianie porfirowatej.

## Wody
Południowe zbocza odwadnia Smědá, północne jej prawy dopływ Hájený potok, wschodnie Izera.

## Turystyka
Na wierzchołek nie prowadzi żaden szlak turystyczny. Do skałki Pytlácká skála można dojść nieoznakowaną ścieżką od zachodu.
Od zachodu wokół góry biegnie:
- niebieski szlak z przełęczy Předěl na Smrek.

Od zachodu podchodzi:
- żółtyszlak ze wsi Bílý Potok na Paličník.

Wschodnimi zboczami przechodzi:
- czerwony szlak z Lázně Libverda do Harrachova przez Jizerkę.